# Mesoscia dumilla
Mesoscia dumilla is een vlinder uit de familie van de Megalopygidae. De wetenschappelijke naam van de soort is voor het eerst geldig gepubliceerd in 1913 door Dyar.